# Коломейский, Яков Абрамович
Яков Абрамович Коломе́йский (1924—1982) — советский балетмейстер.

## Биография
Родился 27 сентября 1924 года в Киеве (ныне Украина). Окончил Киевское хореографическое училище. Приехал в Омск в 1952 году, на тот момент был уже известным в стране балетмейстером. Главный балетмейстер Омского ГРНХ (1963—1981). Создавал по мотивам народных игр и обрядов танцы, ставшие визитной карточкой Омского ГРНХ в России и за рубежом: «Веретено», «Пяльцы», «Чиж», «Ах, вы сени», «Масленица», «Чай-Чаек», «Красные девицы», «Медленная кадриль», «Пимы», «Сибирская улочная», «Олень», «Кедрач», «Снежная баба» и другие.
Умер в 1982 году в Баку.

## Признание
- Государственная премия РСФСР имени М. И. Глинки (1971) — за концертные программы, посвящённые 50-летию Великой Октябрьской социалистической революции, 100-летию со дня рождения В. И. Ленина
- заслуженный артист РСФСР (28.2.1968)